# Robert Carsen
Robert Carsen (Toronto, Canadà, 23 de juny de 1954) és un director d'òpera canadenc.

## Anys de formació
De ben petit Carsen va manifestar que la seva vocació era ser actor. A l'Upper Canada College, mentre estudiava, va participar en totes les obres de teatre i musicals que s'hi representaven, fins i tot interpretant papers femenins (Katisha a The Mikado, i Archibald Grosvenor a Patience. Va estudiar teatre a la Universitat de York, a Toronto, però quan tenia 20 anys va abandonar els seus estudis al Canada i es va traslladar a Anglaterra per continuar estudiant interpretació. Va estar-se dos anys a la Bristol Old Vic Theatre School fins que va descobrir que l'interessava més dirigir que no pas actuar.
La primera possibilitat d'exercir professionalment es va presentar l'any 1980, quan va aconseguir una feina d'ajudant de direcció [no remunerada ] al Festival de Spoleto, a Itàlia, seguida d'una oportunitat de col·laboració amb la Royal Opera House de Londres. D'aquí en va seguir una associació a llarg termini amb el Glyndebourne Festival Opera, el prestigiós festival d'òpera d'estiu que se celebra anualment a Sussex, on Carsen va fer d'ajudant de direcció de molts dels més importants directors d'òpera britànics i nord-americans de l'època.

## Carrera professional
Quan Carsen tenia 25 anys, el director de la Canadian Opera Company (COC), Lotfi Mansouri, el va convidar a treballar com a assistent de direcció a Tristan und Isolde, i a continuació, ja com a director d'escena, va muntar dues òperes al Guelph Spring Festival d'Ontario: The Lighthouse, de Peter Maxwell Davies i The Prodigal Son, de Benjamin Britten.
Carsen va debutar professionalment a Europa, al Grand Théâtre de Genève, el 1987, amb la direcció de Mefistofele, d'Arrigo Boito. A continuació va dirigir un cicle Puccini, a l'Opera Vlaanderen (Òpera de Flandes), que s'inicià amb Manon Lescaut (1990), i prosseguí amb Tosca (1991), Turandot (1992), La Bohème (1993), Madama Butterfly (1995), La fanciulla del West (1996) i acabà amb Il Trittico (1996). Paral·lelament va debutar al Festival d'Ais de Provença amb Midsummer Night's Dream, de Benjamin Britten (1991), muntatge que va tornar a dirigir al Liceu de Barcelona el 2005, teatre on havia debutat l'any 2000 amb una producció de Les noces de Fígaro, de Mozart, seguida d'una Lucia de Lammemoor, de Gaetano Donizetti, el 2006.
De 1999 a 2003 va muntar a l'Òpera de Colonia la Tetralogia de Richard Wagner, muntatge que títol a títol va repetir al Liceu del 2013 al 2016.
L'any 2004 va dirigir Der Rosenkavalier al Festival de Salzburg i el mateix any una Traviata per a la reobertura de La Fenice de Venècia.
A l'Opéra National du Rhin ha dirigit un cicle d'obres de Leoš Janáček: Jenufa (2010), El cas Makropoulos i Kàtia Kabànova (2012), i La guineueta astuta i De la casa dels morts (2013).
El 2018 va dirigir Falstaff, de Verdi, al Covent Garden, Die tote Stadt, de Korngold, a l'Òpera Còmica de Berlín i Hänsel und Gretel, de Humperdink, a l'Òpera de Zúric.
Darrerament (2021 i 2022) ha dirigit Alcina, de Haendel, i Elektra, de Strauss, a l'Opéra National de Paris i Don Giovanni, de Mozart, al Teatro alla Scala de Milà.

## Reconeixements
El 1996 Carsen va rebre el títol de Cavaller de la Legió d'Honor. Va ser nomenat Oficial de l'Ordre del Canadà el 2006.